# Historieta erótica

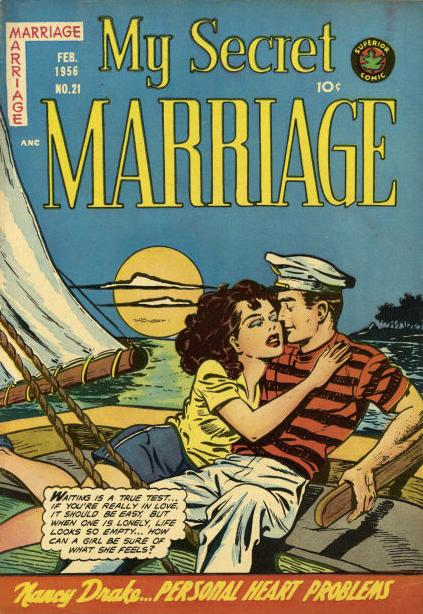
Portada de My Secret Marriage (1956).

La historieta o cómic erótico es un género de historieta que se caracteriza por la explotación de diversos elementos relacionados con la lujuria, que suelen incluir la temática erótica, el homoerotismo, la presentación del desnudo y el semidesnudo, la temática relacionada con lo sexual y la presentación de material explícito (presentación de sexo explícito). Debido a su destino popular, a su carácter irreal y a sus parámetros de censura limitados a cierta carga sexual, no califica como obscenidad o pornografía.

## Características

### Temáticas
- Está destinada a un público adulto, al que pretende excitar. Ello se vería favorecido por las cualidades intrínsecas del medio, que permiten contar con unos protagonistas cuyo físico y capacidades sexuales pueden "rebasar ampliamente los límites de la realidad", así como "la especial morbidez de la imagen fija, que con sumisa inmovilidad permite al lector recrearse en cada meandro del trazo".[2] Un autor como Víctor de la Fuente que ha tenido que dedicarse al género por motivos alimenticios mantiene, sin embargo, una opinión muy diferente, considerando que

el erotismo en el cómic es totalmente absurdo. Es como transmitir, no sé, una partida de ajedrez por televisión, o sea, me parece aburrido y tonto hacerlo en historieta, porque nunca se logrará dar la intensidad sensual que da la figura en movimiento. La historieta es un alarde del artista por decir "yo dibujo bien esto". Pero el hecho de mostrar una copulación en la historieta me parece absurdo. Aparte de que no aporta absolutamente nada, entiendo que tampoco tiene ningún atractivo. Yo creo que el erotismo está en la cabeza, no está en la imagen.

- La delimitación entre erotismo y pornografía es "una cuestión estrictamente personal", aunque "podemos decir que el cómic erótico se limita a mostrar epidermis con generosidad y a sugerir con mayor o menor picardía",[2] mientras que el pornográfico ilustra las relaciones sexuales que mantienen los personajes. En este sentido, los aficionados al cómic japonés distinguen el Ecchi (ッチ), que no muestra el coito, del hentai (変態) que ya es plenamente pornográfico. La sensualidad, sin embargo, puede estar presente en otros tipos de historietas. Es el caso de, por ejemplo, los superhéroes, que están vestidos con trajes que insinúan su anatomía. La diferencia se establece, por tanto, en el grado de importancia de los elementos eróticos para el desarrollo de la historia.

### Formales
- Dibujo realista.
- Extensión generalmente breve.

## Historia
Desaparecidas las barreras de la censura, ha gozado de un gran auge desde los años 60, dada la clara receptividad del lector a estos productos.

### sigloXIX
El erotismo como un componente literario del cómic surge en la segunda mitad del siglo XIX con el aumento de la popularidad de las dime novels, un formato de literatura popular que frecuentemente presentaba un contexto western en el argumento de la historia. Las dime novels incluían componentes eróticos y exóticos que provocaban la fascinación del autor, tales como: el erotismo, el peligro, la violencia, el crimen, el bandolerismo y el exotismo racial (personajes de diferentes orígenes étnicos). Este tipo de literatura popular era principalmente destinada al público masculino, por lo que frecuentemente incluía personajes femeninos en situaciones de peligro o personajes masculinos de carácter dominante y fuerte.

### sigloXX
La historieta erótica cuenta entre sus precedentes con las ilustraciones que se difundieron en las publicaciones satíricas, a finales del siglo XIX y principios del siglo XX en las que se destacaba la belleza femenina y jugaba con doble intención. Las más famosas fueron La Hoja de Parra (1911), Mundo Galante (1912), Satiricón (1914), El Viejo Verde (1914) y La Guindilla (1931). En el periodo de la Primera Guerra Mundial las caricaturas normalmente tenían un enfoque político que pretendía satirizar el comportamiento militar y los acontecimientos de la guerra, presentando a la nación de una manera absurda. La primera historieta en la que estuvo presente el erotismo fue Bringing Up Father (1913), de George McManus, en la cual aparecían de vez en cuando jóvenes bañistas. 
Las Tijuana Bibles (Biblias de Tijuana o Dirty comics) en la era de la Gran Depresión de los años 1920 conforman el inicio oficial del erotismo en la industria de los comic-books. Las biblias de Tijuana son un tipo de trabajo de la autopublicación de principios de la época de los 20s que presentaba temas eróticos acompañados de elementos cómicos entre sus personajes. Este tipo de cómic aparece como un formato que incluía representaciones gráficas de personalidades de la farándula o dibujos animados en diferentes situaciones eróticas, a veces sosteniendo relaciones sexuales. Debido a que este tipo de formato era clandestino, se desconocen la mayoría de los creadores y productores de estos tipos de cómics.

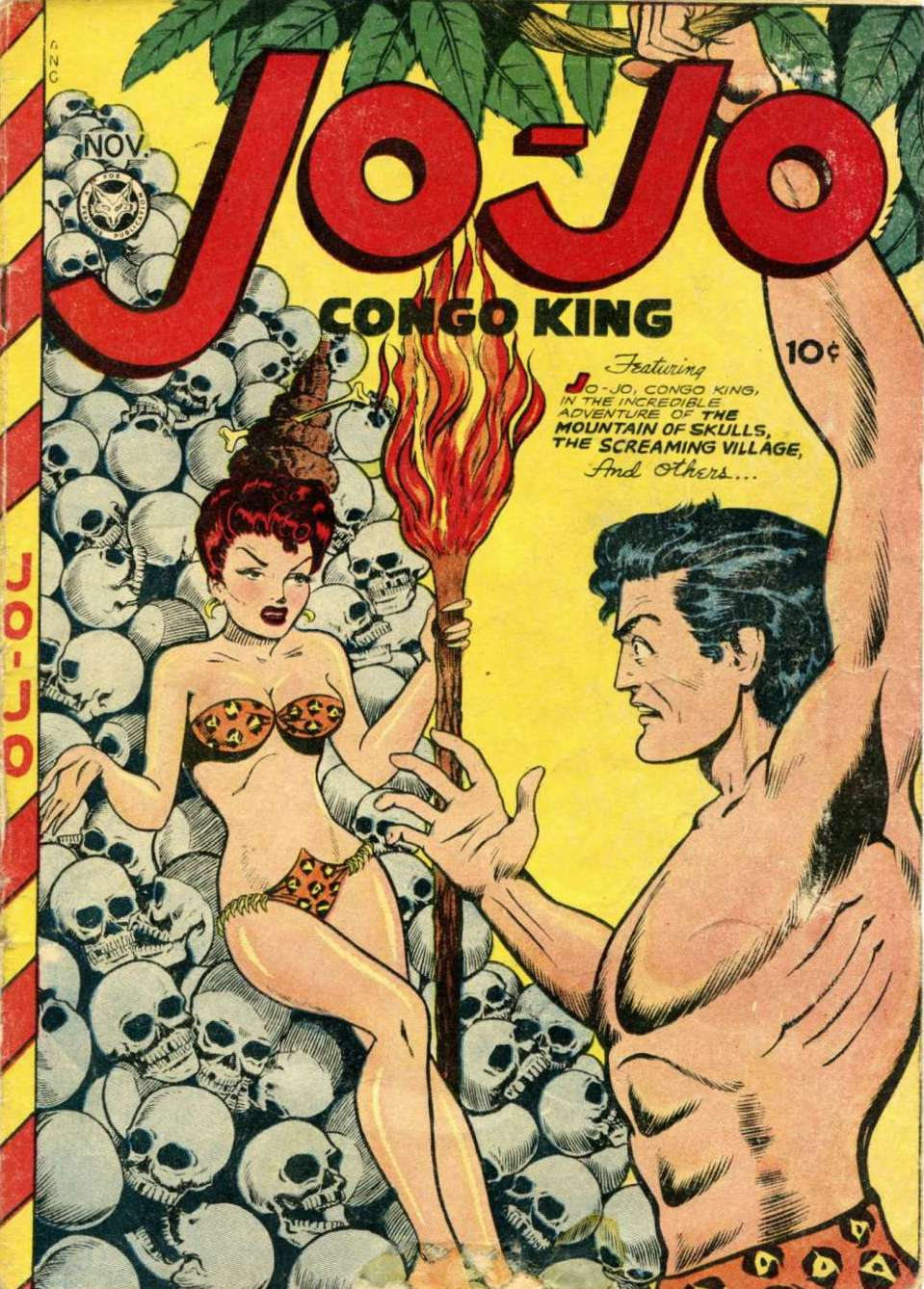
Portada de Jo-Jo: Congo King (1947).

En los años de 1930 aparecen historietas con temas eróticos menos sexuales y explícitos que las biblias de Tijuana; títulos como Jane (1932) de Norman Pett hacen aparición en la prensa con un sutil tono erótico. Un claro ejemplo de cómic erótico de la década de los 30 es Betty Boop, creada por los hermanos Fleischer de Fleischer Studios. Betty Boop es un personaje que representa una mujer sexualizada de la Era del Jazz (conocidas como flappers).
Los héroes de las primeras tiras de grafismo realista no dejaban de mostrar sus torsos atléticos y musculosos, mientras que sus compañeras como la Dale Arden de Flash Gordon (1934), la Narda de Mandrake el mago (1934) o la Diana Palmer de The Phantom (1936), no parecían turbarlos, a pesar de los escotados vestidos y gasas con que "(des)tapaban sus encantos".
En la Segunda Guerra Mundial, con la alta popularidad del arte pin-up, surgen cómics de temática erótica sutil como Male Call (1943) de Milton Caniff y Katy Keene (1945) de Bill Woggon, producida por Archie Comics. Los cómics eróticos de esta época se vuelven populares entre los miembros del ejército de Estados Unidos durante la guerra.
Desde 1946 a 1955 se difundirán historietas sadomasoquista de bondage de forma clandestina, primero en la revista "Bizarre" y luego bajo la marca Nutrix. Entre ellas, destacan "Gwendoline" de John Willie y Eric Staton y "Princess Elaine" de Eneg. Este subgénero erótico decaería luego de la "detención y proceso de Irving Klaw, su promotor más importante."

#### Cómic adulto
Entre los años 50 y 60 aparecen cómics de temática erótica que incluían diversos temas sociales como: el sexo premarital, la prostitución y el homoerotismo en una manera más real y madura, a diferencia de las revistas de pulp de la ficción de explotación que mostraban los temas de una manera irreal o sensacionalista. La introducción de temas sociales relacionados con el sexo predomina entre los años de la Revolución sexual, abandonando los convencionalismos sociales de la censura en los medios de difusión popular de la década de los 50's. La historieta se ve influenciado además por las corrientes artísticas del arte pop y la naciente segunda ola del feminismo entre la década de los cincuenta y la década de los sesenta; ambos eventos motivaron a introducir mujeres en roles más activos.
- En Francia, el editor Eric Losfeld publicó cómics de lujo en los que dar rienda suelta a heroínas autónomas y activas en torno a los sexual. La novedad fue que no se dejaban dominar por el varón, como por ejemplo Barbarella (1962) de Jean-Claude Forest, y Valentina (1965) del italiano Guido Crepax[14] que se basaban en los rasgos de Brigitte Bardot y Louise Brooks, respectivamente. Luego vinieron Jodelle (1966), de Pierre Bartier y Guy Peellaert; Uranella (1966), de Pier Carpi y Floriano Bozzi; Paulette (1970) de Georges Pichard o Dracurella (1973), de Julio Ribera. Algunas eran, además, adaptaciones de clásicos literarios como la "Justine o los infortunios de la virtud" de Crepax de 1979. Finalmente, hay que destacar también a André-François Barbe, quien "juega con los delirios sexuales de la imaginación"[15]

- En Estados Unidos, se producen también obras evidentemente eróticas como Little Annie Fanny (1962), desarrollada por Harvey Kurtzman y Will Elder para la revista Playboy, o Sally Forth (1968) de Wally Wood. Otras mezclan el erotismo con el terror en Vampirella (1969-1988) de Forrest J. Ackerman y Archie Goodwin, aunque su autor más característico sea Pepe González. Herederos del comic underground, Robert Crumb da vida a sus fantasías sexuales y Richard Corben despelota a Den (1973).

Fuera de esta corriente principal, hay que destacar dos fenómenos:
- La publicación de los primeros cómics gay de la serie Kake, por parte de Tom of Finland en Dinamarca en 1968. Bill Ward también realizaba dibujos explícitos de hombres con características sexuales exageradas en diferentes contextos eróticos.

- La introducción del erotismo en las historietas infantiles. En Japón, Gō Nagai causó una gran polémica con su obra La escuela indecente (1968-1972, revista Shōnen Jump), mientras que en Bélgica, François Walthéry dibujaba al "primer personaje de revista infantil que tenía curvas más allá de lo acostumbrado": La azafata Natacha (1970).[16] En España, destacana las despampanantes mujeres de Iñigo (Lola) y Carrillo.

A mediados de los 70, el cómics para adultos se ha convertido en Occidente en todo un fenómeno social y ha impuesto "una mitología femenina de amplia circulación" lo que permitirá el surgimiento de una producción masiva de revistas eróticas en Italia con títulos como "Blancanieves", "Hessa", "Lucifera", "Belzeba" o "Zora, la vampira", generalmente de pésima calidad.

#### Cómic erótico moderno

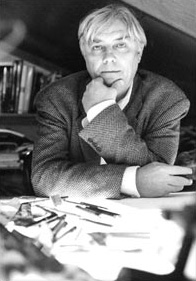
Milo Manara, imagen de Joe Zattere.

Ya en los años 80, la temática erótica se cultiva sin disimulo alguno, siendo el italiano Milo Manara el más famoso de sus representantes, con obras como "El Clic" (1984), que contaría con varias secuelas. Alfonso Azpiri y el rotundo Eleuteri Serpieri la combinan con la ciencia ficción en obras como Lorna (1979) y Druuna (1985). Otros autores destacados son Franco Saudelli o Alex Varenne. 
Durante los años 90, Jordi Bernet ilustraba Clara de noche (1992) y Cicca Dum-Dum (1998), ambas trufadas de humor, mientras Mónica y Bea (Pequeñas viciosas) presentaron en El Víbora personajes femeninos perversos, envueltos en un surrealismo sensual morboso. 
En los últimos años, pueden destacarse los pinitos de Alan Moore en el género con Lost Girls, y a una serie de creadoras, que aunque escasas, suelen aportar un punto de vista diferente al dominante. En es el caso de Giovanna Casotto que apuesta por las historias cotidianas más o menos sorprendentes y de la que cabe destacar su virtuosismo gráfico.  Más cerca del erotismo que de la pornografía está Fresa y Chocolate de Aurélia Aurita, donde narra en estilo underground su experiencia en el amor, explicando de forma muy natural y desinhibida sus propias relaciones sexuales.